# حفظ سادگی

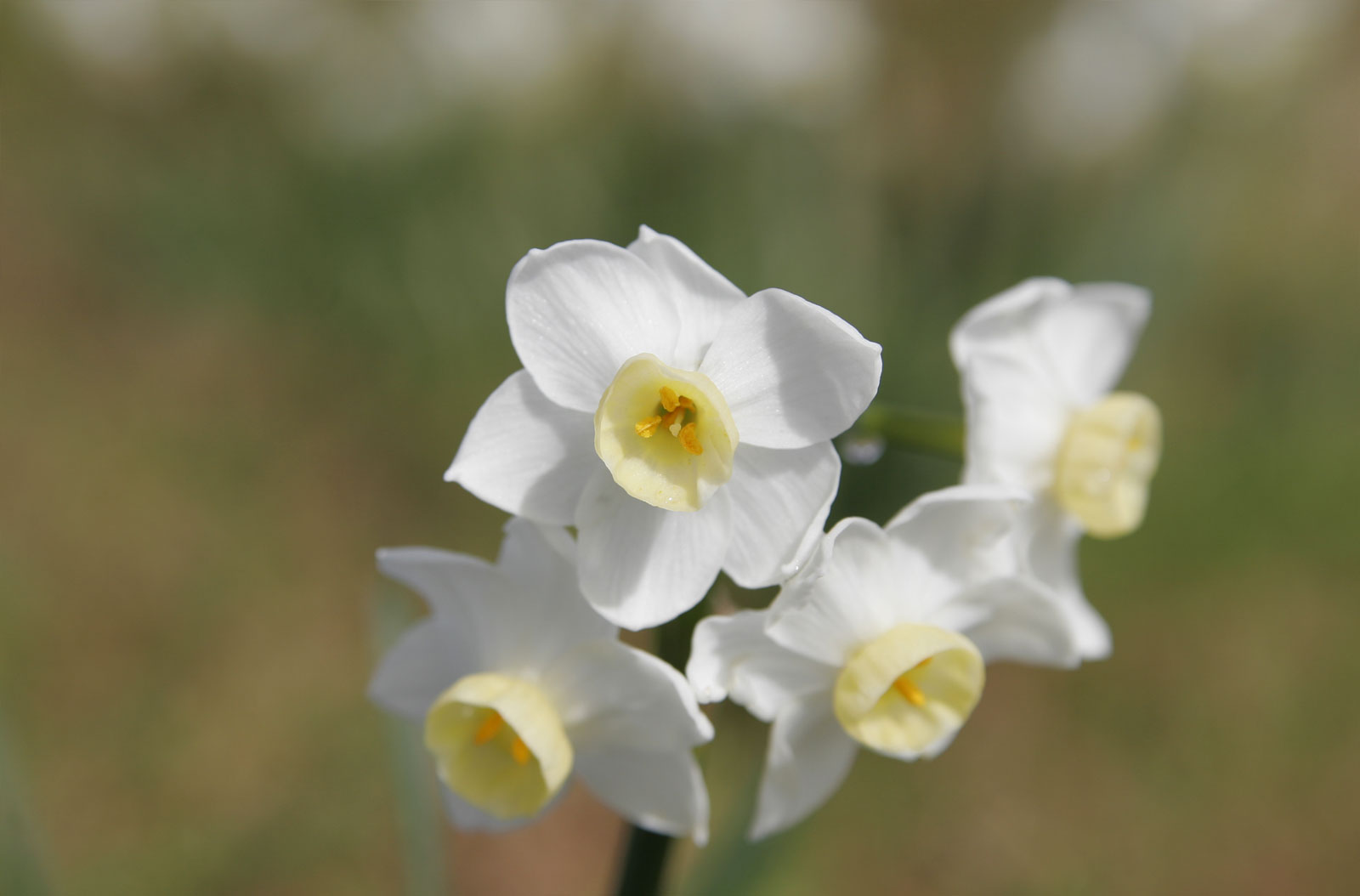
نمونه‌ای از سادگی، تمرکز روی گل بدون حواس‌پرتی با عناصر پس‌زمینه است.

حفظ سادگی (به انگلیسی: Simplicity) نوعی ترکیب‌بندی در عکاسی است که فضای عکس را شلوغ نمی‌کند و با حفظ سادگی باعث می‌شود که سوژه توجه بیش‌تری را جلب کند و برجسته‌تر به نظر برسد. در این نوع ترکیب‌بندی باید از عمق میدان کم استفاده کرد و فقط سوژه فوکوس باشد.
یک روش فنی‌تر برای دستیابی به سادگی، فوکوس کردن روی سوژه در حالی است که مطمئن شوید پس‌زمینه خارج از فوکوس است. تنظیمات ماکرو در دوربین‌های دیجیتال معمولاً این کار را به صورت خودکار انجام می‌دهند، زیرا از ابتدا عمق میدان کمی دارند؛ همین اثر را می‌توان با تنظیم دستی نیز به دست آورد.

## نگارخانه

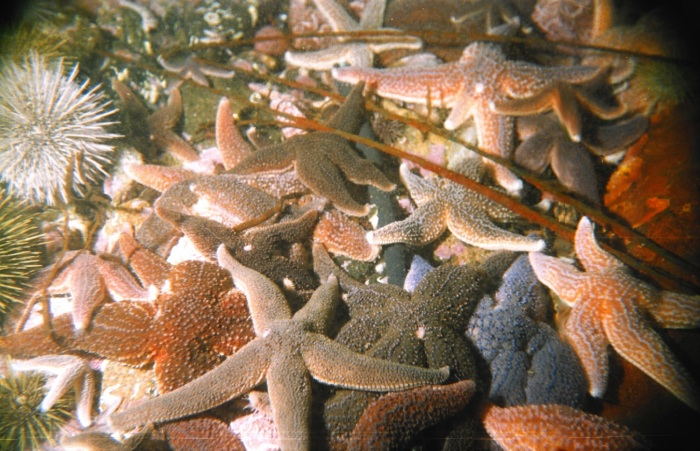
یک ستاره دریایی در پس زمینه شلوغ
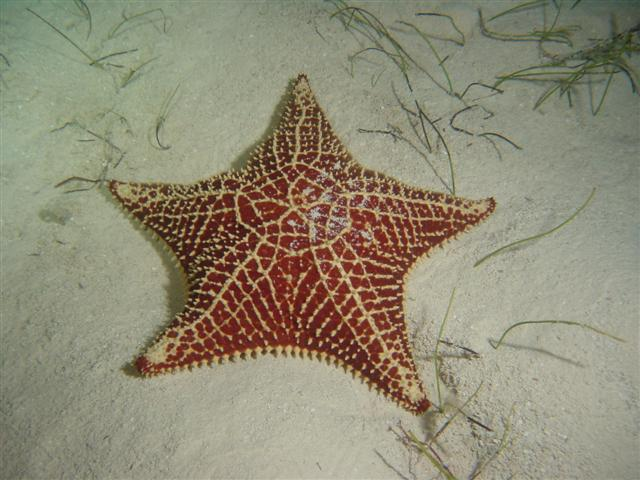
ستاره دریایی در پس زمینه خنثی
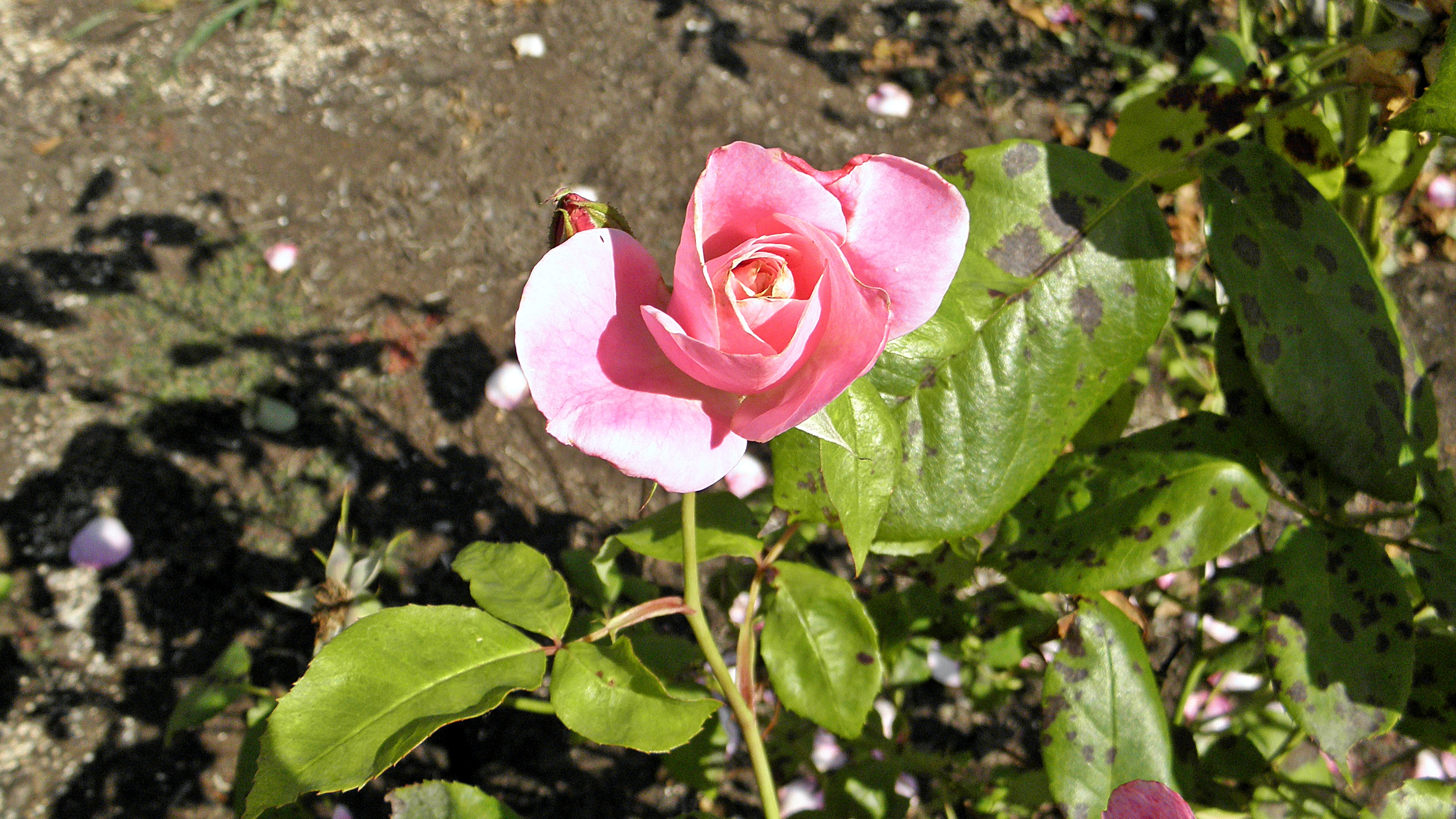